# Lasha Shavdatuashvili
Lasha Shavdatuashvili (en georgiano: ლაშა შავდათუაშვილი; Gori, 31 de enero de 1992) es un deportista georgiano que compite en judo.
Participó en tres Juegos Olímpicos de Verano, obteniendo tres medallas, oro en Londres 2012 (–66 kg), bronce en Río de Janeiro 2016 (–73 kg) y plata en Tokio 2020 (–73 kg).
Ganó una medalla de oro en el Campeonato Mundial de Judo de 2021 y cinco medallas en el Campeonato Europeo de Judo entre los años 2012 y 2024.
En los Juegos Europeos consiguió dos medallas, plata en Bakú 2015 (equipo) y oro en Cracovia 2023 (equipo mixto).

## Palmarés internacional
| Juegos Olímpicos   | Juegos Olímpicos        | Juegos Olímpicos  | Juegos Olímpicos |
| Año                | Lugar                   | Medalla           | Categoría        |
| ------------------ | ----------------------- | ----------------- | ---------------- |
| 2012               | Londres (Reino Unido)   | Medalla de oro    | –66 kg           |
| 2016               | Río de Janeiro (Brasil) | Medalla de bronce | –73 kg           |
| 2020               | Tokio (Japón)           | Medalla de plata  | –73 kg           |
| Campeonato Mundial |                         |                   |                  |
| Año                | Lugar                   | Medalla           | Categoría        |
| 2021               | Budapest (Hungría)      | Medalla de oro    | –73 kg           |
| Juegos Europeos    |                         |                   |                  |
| Año                | Lugar                   | Medalla           | Categoría        |
| 2015               | Bakú (Azerbaiyán)       | Medalla de plata  | Equipo           |
| 2023               | Krynica-Zdrój (Polonia) | Medalla de oro    | Equipo mixto     |
| Campeonato Europeo |                         |                   |                  |
| Año                | Lugar                   | Medalla           | Categoría        |
| 2012               | Cheliábinsk (Rusia)     | Medalla de bronce | –66 kg           |
| 2013               | Budapest (Hungría)      | Medalla de oro    | –66 kg           |
| 2016               | Kazán (Rusia)           | Medalla de plata  | –73 kg           |
| 2020               | Praga (República Checa) | Medalla de plata  | –73 kg           |
| 2024               | Zagreb (Croacia)        | Medalla de bronce | –73 kg           |